# Via Flaminia (minore o militare)
La via Flaminia (detta minor o militare) è il nome attribuito da alcuni studiosi a una strada romana costruita dal console Gaio Flaminio nel 187 a.C. tra Bononia (Bologna) e Arretium (Arezzo), la cui esistenza ci è tramandata da Tito Livio.
Il nome Flaminia minor, o secunda o altera o Flaminia militare, è stato assegnato dagli studiosi per distinguerla dalla via Flaminia tracciata nel 220 a.C. dal padre di Gaio Flaminio, Gaio Flaminio Nepote, per collegare Roma con Rimini.

## Storia
La costruzione della strada è contemporanea a quella della via Emilia voluta dal console Marco Emilio Lepido; il suo scopo era quello di istituire una rete stradale (insieme alla via Emilia) per permettere veloci collegamenti con Ariminum (Rimini) e Arretium (Arezzo), rendere sicuri e stabili i territori emiliani e romagnoli dopo la loro conquista ai danni dei Celti e controllare, inoltre, la dorsale appenninica occupata dalle tribù liguri.
Contrariamente alla via Emilia, la strada perdette progressivamente importanza per il consolidarsi della presenza romana nei territori emiliani e con l'affermarsi di Florentia su Arretium nel versante toscano, venendo meno la sua utilità militare.
La strada non compare nella Tavola Peutingeriana, presupponendo quindi che già nel I secolo a.C. avesse una mera rilevanza locale.
Durante il Medioevo fu comunque utilizzata (per esempio dai numerosi pellegrini di quel tempo che la utilizzavano come variante alla via Francigena) con modifiche al percorso dovute anche all'instabilità dei crinali.

## Il percorso
Il preciso tracciato della strada rimane ancora oggi al centro di un acceso dibattito. Tito Livio nella sua storia di Roma (Ab Urbe condita libri) al capitolo XXXIX parla della costruzione della strada al termine delle operazioni militari per debellare le popolazioni liguri che ancora occupavano l'appennino, ma non fa parola dell'esatto percorso. La strada certamente collegava Bologna e Arezzo passando per i crinali dell'Appennino, forse scendendo lungo la valle della Sieve e poi risalendo l'Arno fino ad Arezzo, città al tempo molto più importante della nuova colonia di Firenze nonché terminale della Cassia antica.
In merito sono state avanzate due diverse ipotesi: 
- L'ipotesi Flaminia militare, basata su ritrovamenti effettuati alla fine degli anni settanta da archeologi dilettanti, è che il tracciato utilizzasse il crinale tra i torrenti Savena e Setta verso il passo della Futa;
- L'ipotesi Flaminia minor, basata su una serie di toponimi e recentemente avallata da ritrovamenti archeologici,[2] ipotizza un percorso più a est, sui crinali del torrente Idice e Sillaro verso il passo del Giogo di Scarperia, lungo un tracciato costellato di ritrovamenti archeologici di insediamenti etruschi e romani (Monterenzio Vecchio, monte Bibele, Peglio, Poggio Colla) per Mugello e Casentino. Secondo quest'ultima ipotesi, la strada confluiva sulla via Emilia presso l'antica città di Claterna o ancora direttamente presso la città di Bononia[3].

### La scoperta di Santi e Agostini e il dibattito

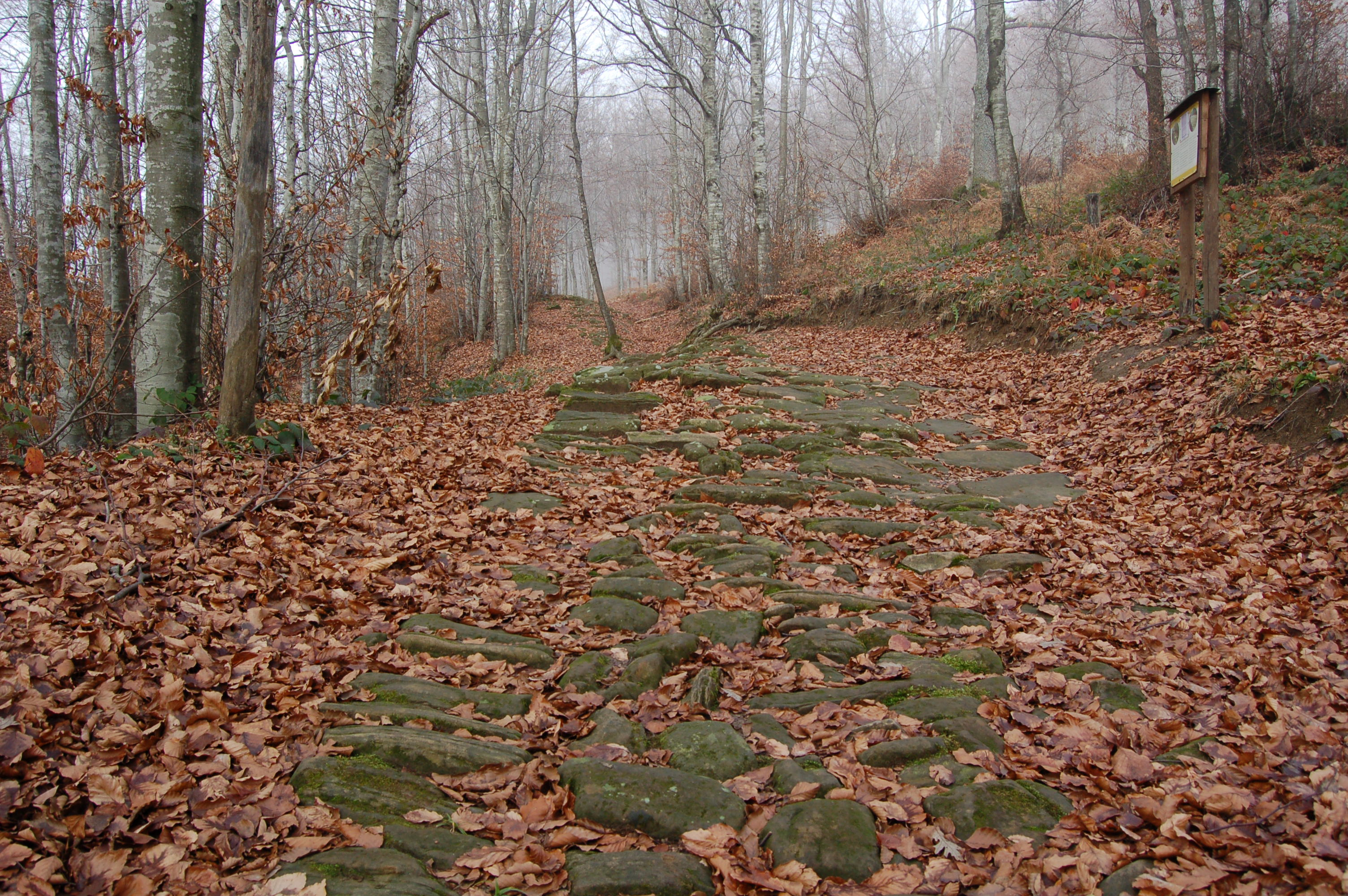
Resti di basolato rinvenuto nei pressi di Pian di Balestra, Appennino bolognese.

Nel 1977 Franco Santi e Cesare Agostini, due appassionati di archeologia originari di Castel dell'Alpi, si misero alla ricerca della strada basandosi sulla conoscenza dei luoghi e su testimonianze orali. Nell'agosto del 1979, dopo due anni di ricerche ininterrotte, riportarono alla luce un tratto di basolato nascosto sotto uno strato di circa 60 cm composto da terra e foglie accumulatesi nei secoli. Il ritrovamento, avvenuto alle pendici del Monte Bastione, alcuni chilometri a nord del passo della Futa, aprì un periodo di studi, dibattiti ed ulteriori scoperte archeologiche. Si trattò di un ritrovamento eccezionale anche in relazione al fatto che generalmente i romani utilizzavano il basolato solamente per le strade urbane, mentre le vie extraurbane erano costruite solitamente con il "glareum", cioè l'odierna strada bianca in ghiaia. L'ipotesi di Santi e Agostini è che, trattandosi di un passo appenninico, i romani avessero deciso di realizzare una pavimentazione solida per garantire la transitabilità in tutti i periodi dell'anno.
Nel corso delle varie campagne di scavo realizzate dopo la scoperta, sono stati individuati diversi tratti di basolato, alcuni dei quali perfettamente conservati, per una continuità territoriale di parecchi chilometri, principalmente in alta quota sopra i 1000 metri. Proprio questa elevata altitudine può presumibilmente essere causa dell'abbandono del tracciato, date le evidenti problematiche nei mesi invernali (rigidità climatiche, ghiaccio, ecc.).
Il nome di Flaminia Militare, attribuito alla strada da Santi e Agostini, oltre a distinguerla dalla via Flaminia, è dovuto alla loro ipotesi di utilizzo per il transito veloce delle legioni tra Fiesole e Bologna.
La scoperta di Santi e Agostini non ha avuto conferme da parte della comunità degli archeologi professionisti (seppur con eminenti eccezioni) e non esistono elementi stratigrafici di datazione che confermino le ipotesi da loro formulate. Diversi studi sulla viabilità antica in questo settore appenninico indicano la presenza di almeno tre direttrici romane di scavalcamento. Secondo i sostenitori dell'ipotesi via Flaminia minor, quella che i due appassionati indicarono come "Flaminia militare" corrisponderebbe in realtà alla via di età imperiale detta "via Claudia" che collegava Bologna con Firenze.

### Ritrovamenti recenti

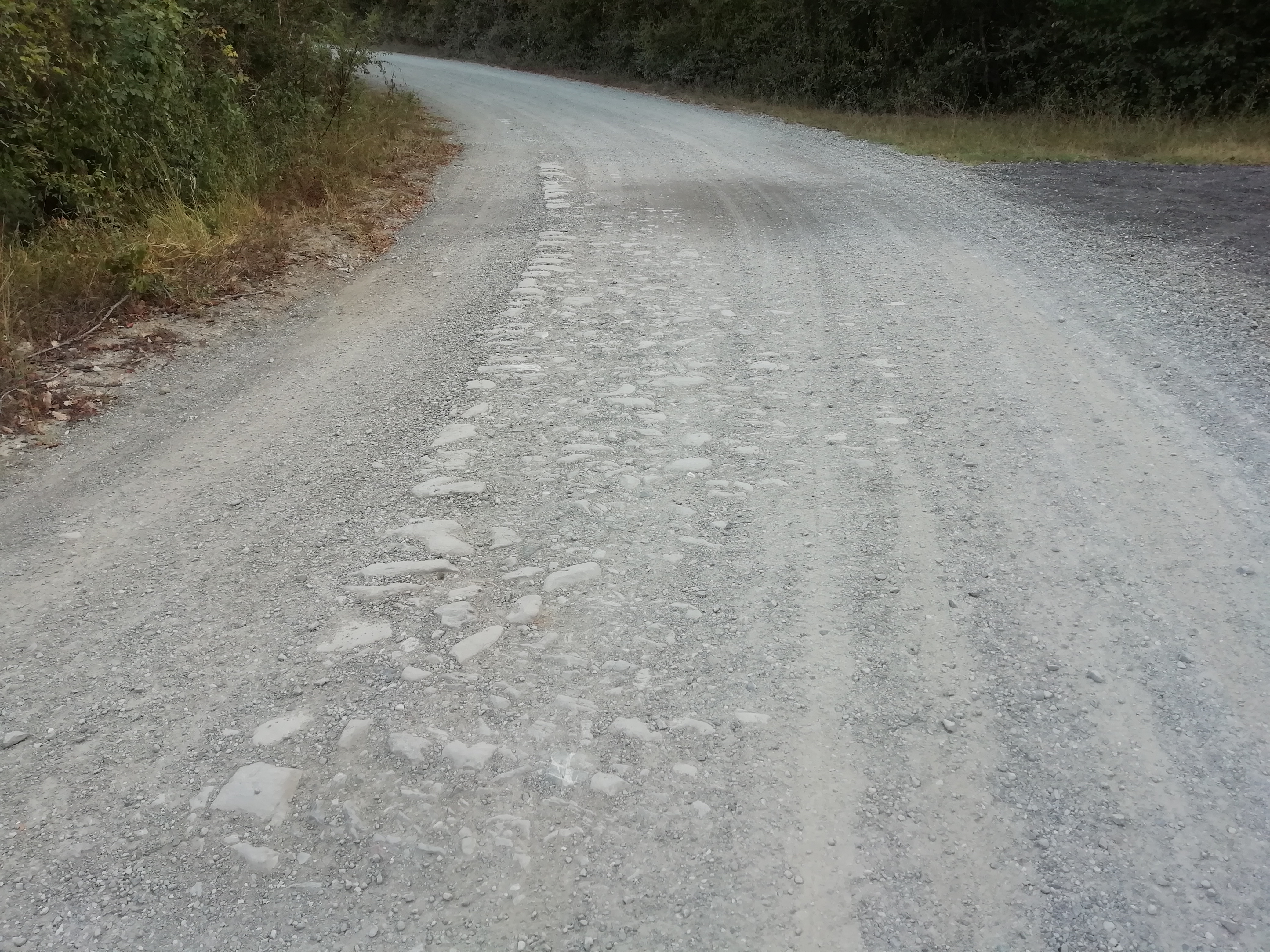
Sulla via Val Quaderna

Sopralluoghi effettuati a partire dal 2016 da un gruppo di ricerca dell'Università di Bologna guidato dall'archeologo Antonio Gottarelli nel territorio di Castel San Pietro Terme e Monterenzio hanno portato al ritrovamento di tratti di strada lastricata e di un ponticello di antica fattura. Tali ritrovamenti hanno rafforzato con elementi materiali l'ipotesi del percorso a est della via Flaminia fra l'Idice e il Sillaro (via Flaminia minor), fino ad allora basata solo su elementi topografici e cartografici. I ritrovamenti suggeriscono inoltre il ricongiungimento della strada transappenninica con la via Emilia all'altezza della città romana di Claterna.

### La valorizzazione turistica
Una parte del percorso della Flaminia militare è visibile lungo la via degli Dei con cui il percorso si sovrappone nel tratto tra Madonna dei Fornelli e il Passo della Futa. Cartelli e segnaletica della Flaminia Militare accanto ai tratti di basolato più rappresentativi fanno parte del cammino.
Nel 2022 il GAL Appennino Bolognese ha finanziato un progetto di valorizzazione del tracciato della via Flaminia minor, a partire da Claterna passando per la valle del Quaderna fino all'alta valle dell'Idice, con segnaletica e cartellonistica, cartina, app e sito on line. L'attuale percorso è un compromesso tra il vero e proprio tracciato storico e le esigenze turistiche e di messa in sicurezza del tracciato percorribile, che ricalca in buona parte il  sentiero CAI 801.